# 和田浦站
和田浦站（日语：／ Wadaura eki */?）是位於千葉縣南房總市和田町仁我浦178號，東日本旅客鐵道（JR東日本）的內房線車站。

## 概要
此站被選為關東車站百選第四回車站之一。

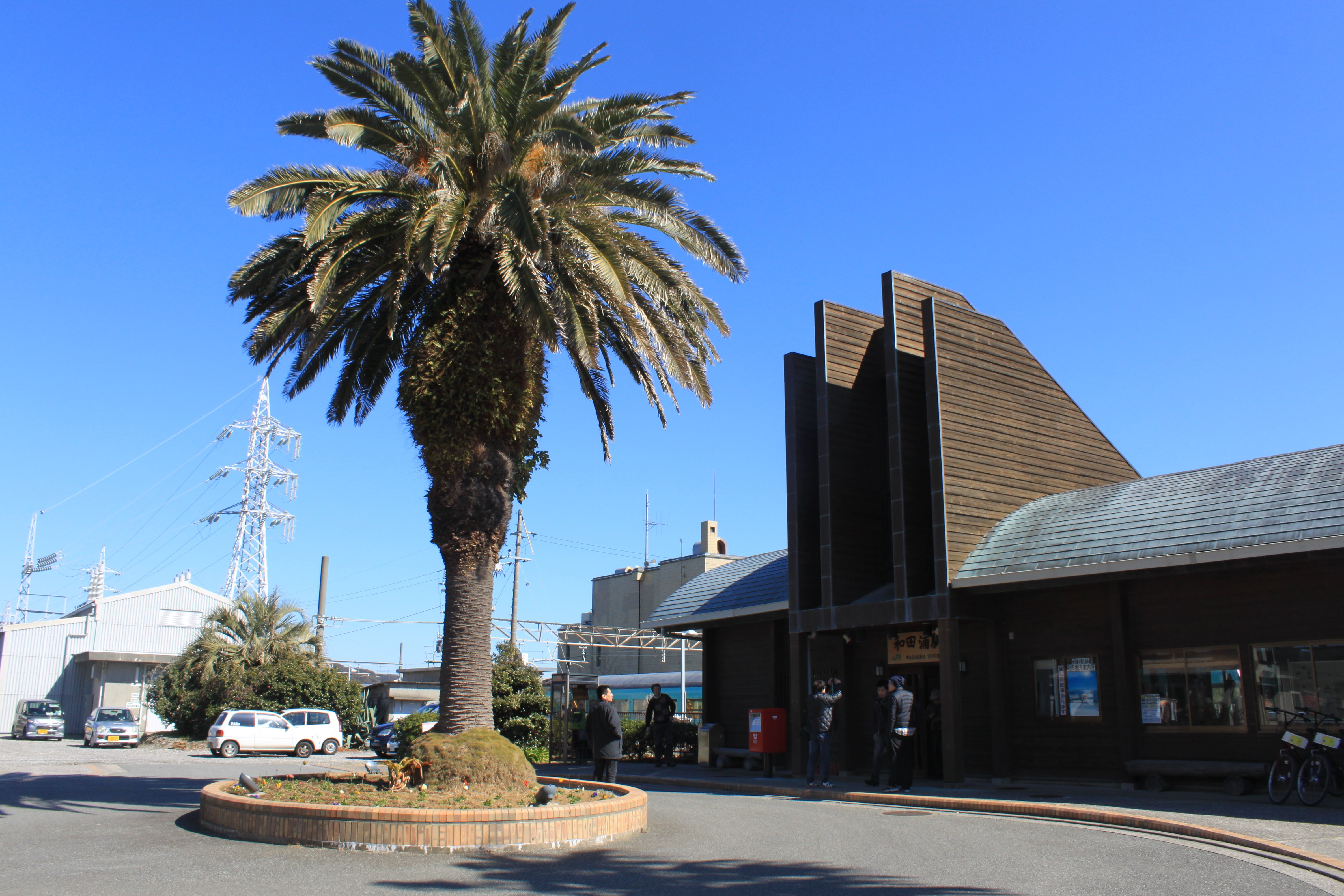
站前廣場（2012年2月18日）

從蘇我站至此站的營業距離中，經內房線（木更津、館山）為106.8公里，經外房線（茂原、經安房鴨川）為102.1公里。在鄰站南三原站也是同樣，這兩站之間是內房、外房線的環迴路線的中間點。此外，前往蘇我站或更遠（外房線本千葉站及京葉線千葉港站方向）的目的地中，此站經外房線會比較最短距離。

## 歷史
- 1922年（大正11年）12月20日：車站啟用[1]。
- 1979年（昭和54年）：在車站大樓內的檢票口、月台和大樓後方的海邊的風景被拍下，成為國鐵監修交通公社（日语：交通公社）之時間表3月號封面。
- 1987年（昭和62年）4月1日：伴隨國鐵分割民營化，車站由東日本旅客鐵道（JR東日本）營運[1]。
- 1995年（平成7年）
  - 6月：開始車站大樓翻新工程[2]。
  - 12月22日：翻新車站大樓[2]。
- 2009年（平成21年）3月14日：此站可以使用IC卡「Suica」[3]。成為東京近郊區間區域內[3]。
- 2017年（平成29年）4月1日：由委托南房總市進行車票業務（簡易委託）中止[4][5]。當日起整日成為無人車站[4][5]。

## 車站構造

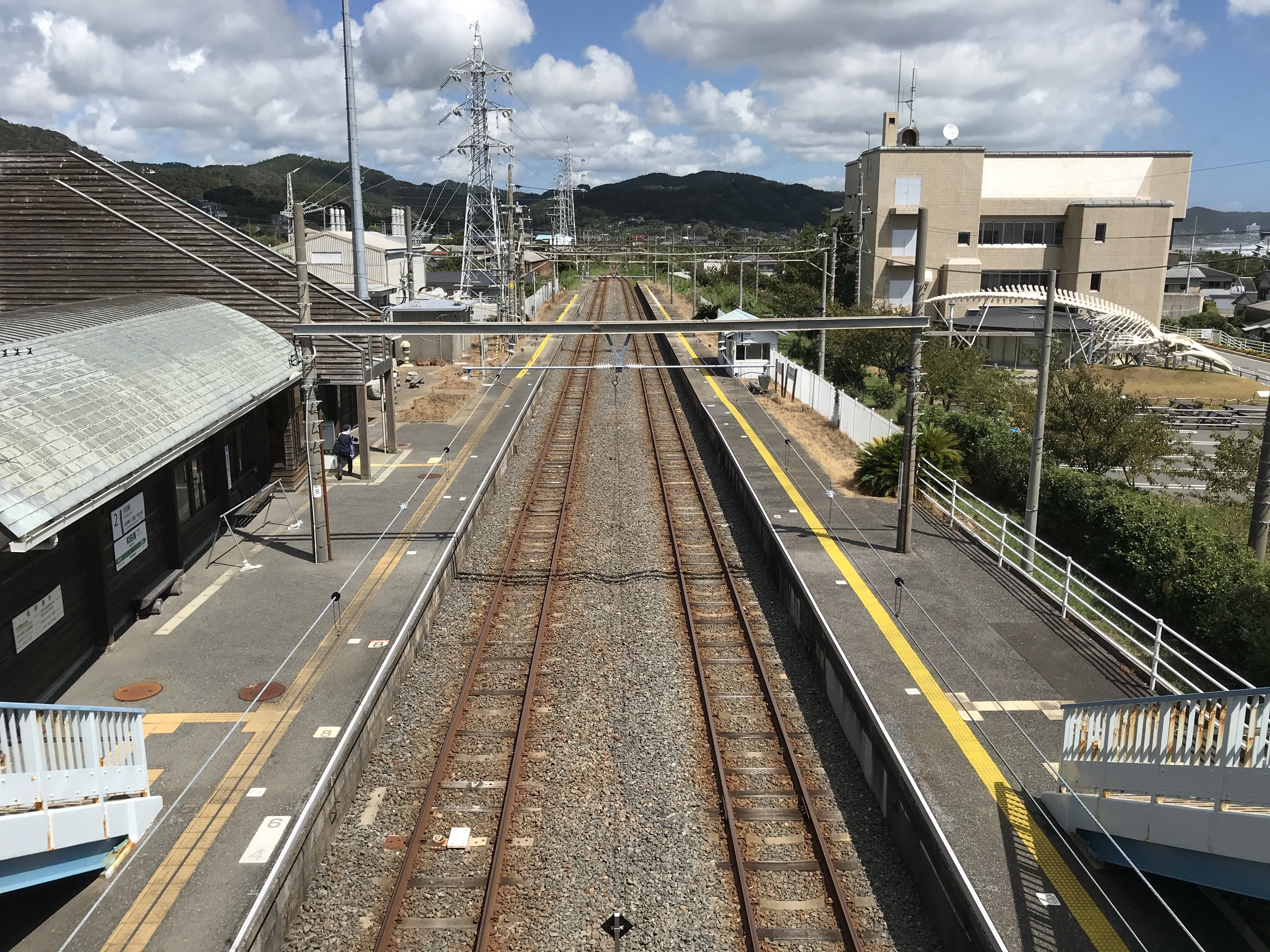
月台（2020年9月4日）

此站是地面車站，設有2面2線的相對式月台。兩月台之間設有跨線橋連接。車站大樓靠近山邊，鯨魚形狀的新車站大樓在1995年啟用。在下行月台上設有候車室。
此站是由館山站管理的無人車站。車站內設有乘車站證明書發行機。沒有Suica增值機和自動售票機。此站的廁所是男女分開的濕廁。
在2010年（平成22年）2月10日起，引入了外房線PRC型自動廣播系統（在路線上為內房線，但是由外房線CTC管轄）。

### 月台
| 月台 | 路線    | 上下行 | 方向                     |
| ---- | ------- | ------ | ------------------------ |
| 1    | ■內房線 | 上行   | 館山、木更津、千葉方向   |
| 2    | ■內房線 | 下行   | 安房鴨川、茂原、千葉方向 |

參考
- 在1984年（昭和59年）前，靠近海一方曾設有0號月台。在1982年（昭和57年）前，此站設有急行列車夜間停泊。
- 月台可容納10卡車廂。

## 使用狀況
在2015年（平成27年）度1日平均乘車人次為94人，以下為乘車人次變化列表：
| 乘車人次變化       | 乘車人次變化     | 乘車人次變化 |
| 年度               | 1日平均 乘車人次 | 參考資料     |
| ------------------ | ---------------- | ------------ |
| 1990年（平成02年） | 242              | [ * 1 ]      |
| 1991年（平成03年） | 186              | [ * 2 ]      |
| 1992年（平成04年） | 195              | [ * 3 ]      |
| 1993年（平成05年） | 253              | [ * 4 ]      |
| 1994年（平成06年） | 256              | [ * 5 ]      |
| 1995年（平成07年） | 238              | [ * 6 ]      |
| 1996年（平成08年） | 220              | [ * 7 ]      |
| 1997年（平成09年） | 196              | [ * 8 ]      |
| 1998年（平成10年） | 181              | [ * 9 ]      |
| 1999年（平成11年） | 179              | [ * 10 ]     |
| 2000年（平成12年） | 180              | [ * 11 ]     |
| 2001年（平成13年） | 171              | [ * 12 ]     |
| 2002年（平成14年） | 165              | [ * 13 ]     |
| 2003年（平成15年） | 154              | [ * 14 ]     |
| 2004年（平成16年） | 152              | [ * 15 ]     |
| 2005年（平成17年） | 141              | [ * 16 ]     |
| 2006年（平成18年） | 130              | [ * 17 ]     |
| 2007年（平成19年） | 131              | [ * 18 ]     |
| 2008年（平成20年） | 125              | [ * 19 ]     |
| 2009年（平成21年） | 118              | [ * 20 ]     |
| 2010年（平成22年） | 106              | [ * 21 ]     |
| 2011年（平成23年） | 96               | [ * 22 ]     |
| 2012年（平成24年） | 90               | [ * 23 ]     |
| 2013年（平成25年） | 96               | [ * 24 ]     |
| 2014年（平成26年） | 91               | [ * 25 ]     |
| 2015年（平成27年） | 94               | [ * 26 ]     |

## 車站周邊

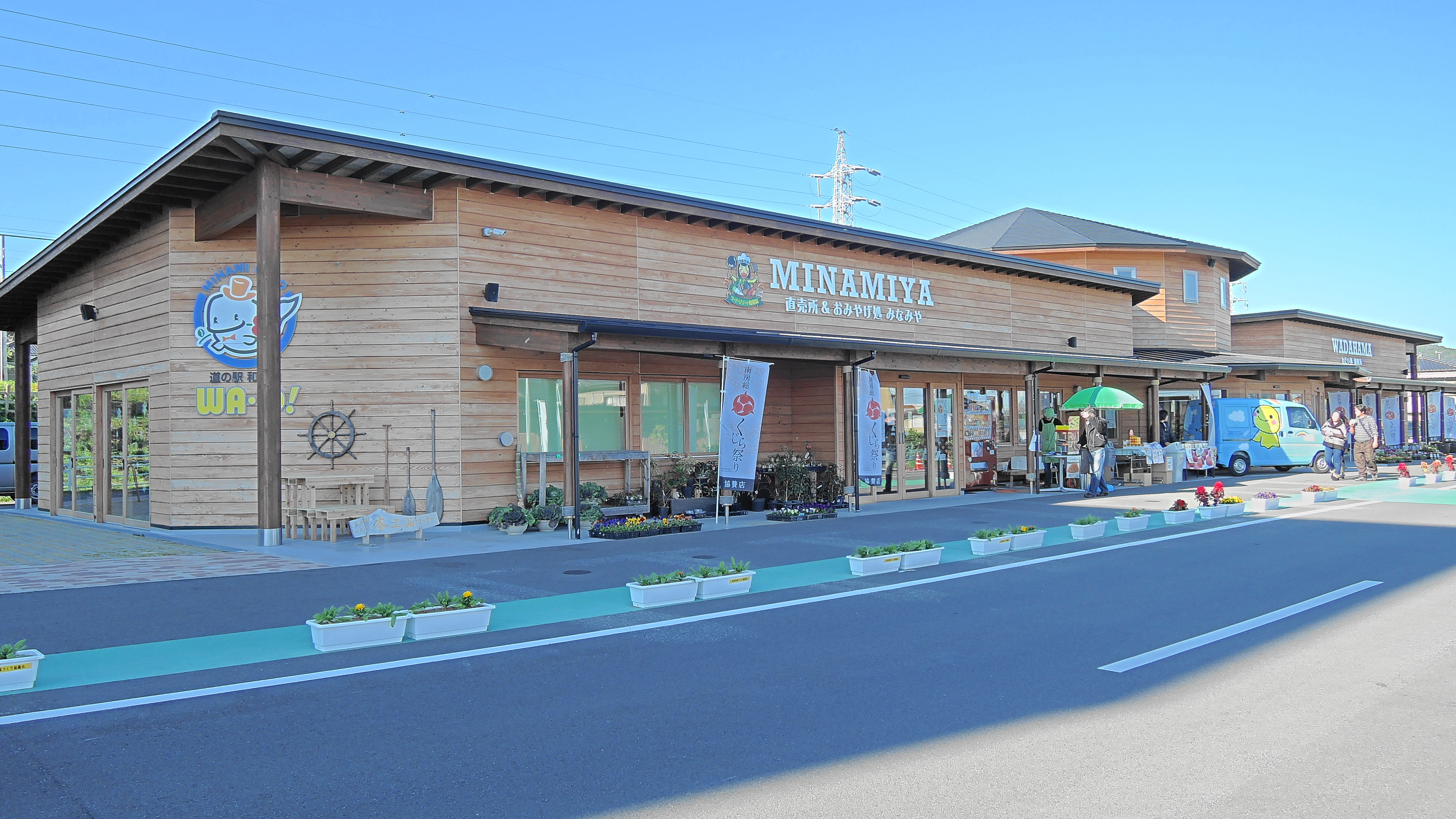
道之驛和田浦WA·O!

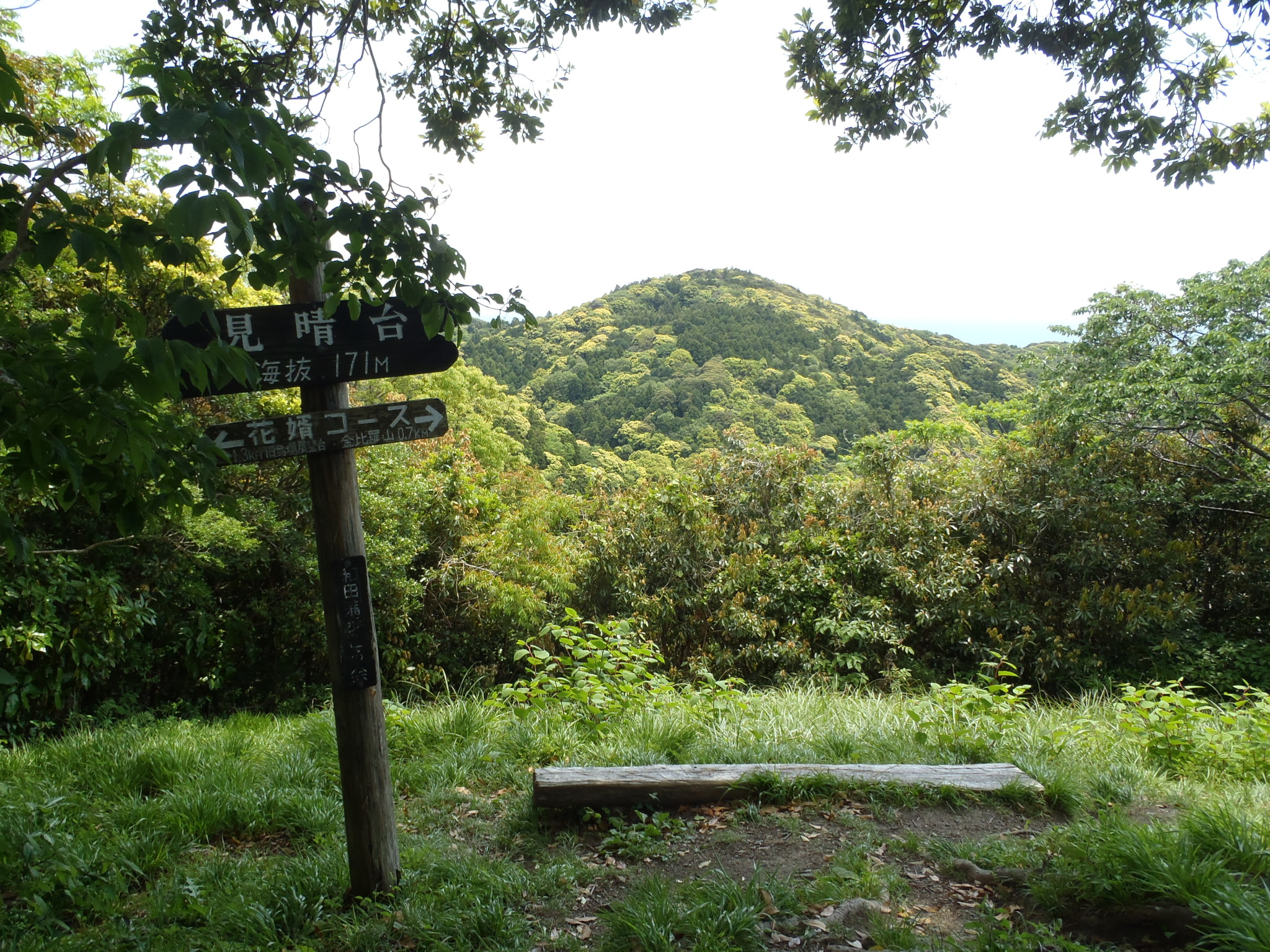
烏場山（花嫁街道見晴台）

在站前設有迴旋路，該處沒有巴士站。另外，在道之驛和田浦WA·O!附近位置，可看見館山方向1號月台。但是，從道之驛WA·O!前往站前，需要向館山方向南下，越過內房線南一號平交道，再向國道128號北上才能到達。步程需要約7分鐘。車站周邊為市區，設有中小型商店和住宿設施。
- 國道128號（日语：国道128号）
- 和田浦海灘（日语：和田浦海水浴場）（快水浴場百選）
- 烏場山（日语：烏場山）（花嫁街道遠足路線）
- 和田漁港（日语：和田漁港） - 捕鯨基地
- 南房總市政廳和田分所（舊・和田町（日语：和田町 (千葉県)）公所）
- 館山警署（日语：館山警察署）和田駐在所
- 和田郵局（日语：和田郵便局）
- 南房總市立和田小學
- 道之驛和田浦WA·O!（日语：道の駅和田浦WA・O!）
- 和田浦Drive-in
- 抱湖園（日语：抱湖園）
- 花之廣場公園（花夢花夢）
- 和田浦花田
- 毎日新聞和田專賣處

## 巴士路線
| 乘車處       | 系統   | 主要途經                     | 目的地   | 巴士公司 | 備註 |
| ------------ | ------ | ---------------------------- | -------- | -------- | ---- |
| 和田浦站入口 | 館山線 | 南三原站前、九重站入口       | 館山站   | 日東交通 |      |
| 和田浦站入口 | 館山線 | 花田、仁右衛門島入口、鴨川站 | 龜田醫院 | 日東交通 |      |

## 相鄰車站
東日本旅客鉄道（JR東日本）
■內房線
南三原－和田浦－江見

## 注腳

### 使用狀況
1. ↑  千葉縣統計年鑑 （页面存档备份，存于）（日語） - 千葉縣
2. ↑  南房総市統計書「データで見る南房総」 （页面存档备份，存于）（日語） - 南房總市

JR東日本2000年度以後的乘車人次
1. ↑  各駅の乗車人員（2000年度） （页面存档备份，存于）（日語） - JR東日本
2. ↑  各駅の乗車人員（2001年度） （页面存档备份，存于）（日語） - JR東日本
3. ↑  各駅の乗車人員（2002年度） （页面存档备份，存于）（日語） - JR東日本
4. ↑  各駅の乗車人員（2003年度） （页面存档备份，存于）（日語） - JR東日本
5. ↑  各駅の乗車人員（2004年度） （页面存档备份，存于）（日語） - JR東日本
6. ↑  各駅の乗車人員（2005年度） （页面存档备份，存于）（日語） - JR東日本
7. ↑  各駅の乗車人員（2006年度） （页面存档备份，存于）（日語） - JR東日本
8. ↑  各駅の乗車人員（2007年度） （页面存档备份，存于）（日語） - JR東日本
9. ↑  各駅の乗車人員（2008年度） （页面存档备份，存于）（日語） - JR東日本
10. ↑  各駅の乗車人員（2009年度） （页面存档备份，存于）（日語） - JR東日本
11. ↑  各駅の乗車人員（2010年度） （页面存档备份，存于）（日語） - JR東日本
12. ↑  各駅の乗車人員（2011年度） （页面存档备份，存于）（日語） - JR東日本
13. ↑  各駅の乗車人員（2012年度） （页面存档备份，存于）（日語） - JR東日本
14. ↑  各駅の乗車人員（2013年度） （页面存档备份，存于）（日語） - JR東日本
15. ↑  各駅の乗車人員（2014年度） （页面存档备份，存于）（日語） - JR東日本
16. ↑  各駅の乗車人員（2015年度） （页面存档备份，存于）（日語） - JR東日本

千葉縣統計年鑑
1. ↑  千葉縣統計年鑑（平成3年） （页面存档备份，存于）（日語）
2. ↑  千葉縣統計年鑑（平成4年） （页面存档备份，存于）（日語）
3. ↑  千葉縣統計年鑑（平成5年） （页面存档备份，存于）（日語）
4. ↑  千葉縣統計年鑑（平成6年） （页面存档备份，存于）（日語）
5. ↑  千葉縣統計年鑑（平成7年） （页面存档备份，存于）（日語）
6. ↑  千葉縣統計年鑑（平成8年） （页面存档备份，存于）（日語）
7. ↑  千葉縣統計年鑑（平成9年） （页面存档备份，存于）（日語）
8. ↑  千葉縣統計年鑑（平成10年） （页面存档备份，存于）（日語）
9. ↑  千葉縣統計年鑑（平成11年） （页面存档备份，存于）（日語）
10. ↑  千葉縣統計年鑑（平成12年） （页面存档备份，存于）（日語）
11. ↑  千葉縣統計年鑑（平成13年） （页面存档备份，存于）（日語）
12. ↑  千葉縣統計年鑑（平成14年） （页面存档备份，存于）（日語）
13. ↑  千葉縣統計年鑑（平成15年） （页面存档备份，存于）（日語）
14. ↑  千葉縣統計年鑑（平成16年） （页面存档备份，存于）（日語）
15. ↑  千葉縣統計年鑑（平成17年） （页面存档备份，存于）（日語）
16. ↑  千葉縣統計年鑑（平成18年） （页面存档备份，存于）（日語）
17. ↑  千葉縣統計年鑑（平成19年） （页面存档备份，存于）（日語）
18. ↑  千葉縣統計年鑑（平成20年） （页面存档备份，存于）（日語）
19. ↑  千葉縣統計年鑑（平成21年） （页面存档备份，存于）（日語）
20. ↑  千葉縣統計年鑑（平成22年） （页面存档备份，存于）（日語）
21. ↑  千葉縣統計年鑑（平成23年） （页面存档备份，存于）（日語）
22. ↑  千葉縣統計年鑑（平成24年） （页面存档备份，存于）（日語）
23. ↑  千葉縣統計年鑑（平成25年） （页面存档备份，存于）（日語）
24. ↑  千葉縣統計年鑑（平成26年） （页面存档备份，存于）（日語）
25. ↑  千葉縣統計年鑑（平成27年） （页面存档备份，存于）（日語）
26. ↑  千葉縣統計年鑑（平成28年） （页面存档备份，存于）（日語）

## 外部連結
- 車站資訊（和田浦）：東日本旅客鐵道（日語）